# Заряджена зброя 1
Заря́джена збро́я 1 (англ. Loaded Weapon 1) — американська комедія 1993 року, пародія на фільм «Смертельна зброя».

## Сюжет
Двоє поліцейських — Джек Кольт і Вес Люгер шукають вбивцю колишньої напарниці і борються з наркоторговцями, яких очолює генерал Мортарс.

## У ролях
| Актор                 | Роль                                   |
| --------------------- | -------------------------------------- |
| Еміліо Естевес        | сержант Джек Кольт                     |
| Семюел Л. Джексон     | сержант Вес Люгер                      |
| Тім Каррі             | містер Джигсев                         |
| Джон Ловітц           | Беккер                                 |
| Кеті Айрленд          | міс Дестіні Демеанор                   |
| Френк Макрей          | капітан Дойл                           |
| Вільям Шатнер         | генерал Кертіс Мортарс                 |
| Діру Шах              | перекладач                             |
| Гокул                 | індус                                  |
| Том Бруггеман         | панк у магазині                        |
| Денні Кастл           | панк у магазині                        |
| Ленс Кінсі            | лейтенант Ірв Лансінг                  |
| Білл Нанн             | поліцейський Фотограф                  |
| Джойс Бразерс         | коронер                                |
| Лін Шей               | свідок                                 |
| Роберт Вілліс         | поліцейський в костюмі Armani          |
| Віто Скотті           | кравець                                |
| Кен Обер              | Дулі                                   |
| Джеймс Духан          | Скотті                                 |
| Лорен Ебелс           | психіатр                               |
| Ф. Мюррей Абрахам     | доктор Гарольд Лічер                   |
| Чарлі Шин             | працівник парковки                     |
| Деніс Лірі            | Майк МакКрекен                         |
| Деніз Річардс         | Сінді 1                                |
| Мері Лінн Неггі       | Сінді 2                                |
| Сьюзі Гарді           | Сінді 3                                |
| Карман Крушке         | Сінді 4                                |
| Майкл Кастнер         | ведучий новин                          |
| Дж.П. Габбелл         | поліцейський з мегафоном               |
| Корі Фельдман         | молодий войовничий поліцейський        |
| Філ Гартман           | офіцер Девіс                           |
| Дж.Т. Волш            | реєстратор готелю                      |
| Ерік Естрада          | грає самого себе                       |
| Ларрі Вілкокс         | грає самого себе                       |
| Пол Глісон            | агент ФБР Дуейн Т. Робінсон            |
| Джейк Йохансон        | наркоторговець                         |
| Майк Л. Ладженесс     | містер Джерріхо                        |
| Елліс Біслі           | Шпинат Доля                            |
| Чарльз Неп'єр         | слідчий                                |
| Чарльз Сайферс        | слідчий                                |
| Бенджамін Кімбол Сміт | малюк на велосипеді                    |
| Даніель Ніколет       | Деббі Люгер                            |
| Деміен Каньолатті     | Бен Люгер                              |
| Беверлі Джонсон       | Доріс Люгер                            |
| Крістофер Шоуб        | Тед Поланскі                           |
| Маркус Лаша           | молодий Вес Люгер                      |
| Генк Чейн             | штурмовик                              |
| Аль Вотсон            | штурмовик                              |
| Рік Дукомман          | окружний прокурор                      |
| Вупі Голдберг         | сержант Біллі Йорк                     |
| Голлі Галлстром       | дівчина на велосипеді                  |
| Ендрю Джонсон         | Кен Лукман                             |
| Крістофер Ламберт     | людина з телефоном                     |
| Томмі Лі              | Vietnamese Lover                       |
| Брюс Малер            | окружний прокурор 2                    |
| Брюс Вілліс           | людина, будинок якої піддається нападу |
| Роберт Шей            | людина на допиті                       |

## Цікаві факти
- Денні Гловеру пропонували зіграти роль Веса Люгера, але він відмовився. Тоді на роль сержанта взяли Семюела Джексона.
- Фільм присвячений пам'яті Джона С. Оуенса.
- Практично відразу ж було прийнято рішення зняти продовження фільму. Навіть був розроблений слоган: «Ой, да ладно, ви знали, що це станеться!» (англ. Oh come ON, you knew it was coming!), Але через невдалі касових зборів від ідеї створення сіквела довелося відмовитися.
- Фільм з'явився в результаті відмови Девіда Раша і Алана Спенсера від зйомок 3-го сезону серіалу «Кувалда».
- У картині звучать пісні «You Really Got Me» (співає персонаж Дениса Лірі), «We Can Work It Out», «I'm Popeye The Sailorman», «Bohemian Rhapsody» (з репертуару Queen) і «Love Kills» (із репертуару Фредді Мерк'юрі).